# Thyone pseudofusus
Thyone pseudofusus är en sjögurkeart som beskrevs av Elisabeth Deichmann 1930. Thyone pseudofusus ingår i släktet Thyone och familjen korvsjögurkor. Inga underarter finns listade i Catalogue of Life.